# Myotis vivesi
Myotis vivesi — вид рукокрилих роду Нічниця (Myotis), який живе навколо Каліфорнійської затоки, живиться рибою і ракоподібними.

## Поширення, поведінка
Цей вид зустрічається на узбережжі Сонора і Нижня Каліфорнія (Мексика), в основному на невеликих островах.

## Зовнішність
Темно-коричневий кажан з довгими зубами і великими ногами.

### Середні розміри
Довжина тіла — 8,5 см
Довжина хвоста — 6 см
Розмах крил — 40 см.

## Харчування
Харчується рибою і ракоподібними.